# فلوئورید منگنز (III)
فلوئورید منگنز (III) (به انگلیسی: Manganese(III) fluoride) با فرمول شیمیایی MnF۳ یک ترکیب شیمیایی با شناسه پاب‌کم ۵۲۲۶۸۲ است. که جرم مولی آن 111.938 g/mol می‌باشد. شکل ظاهری این ترکیب، پودر بنفش-صورتی است.